# Khoa học thư viện
Khoa học thư viện hay thư viện học (tiếng Anh: Library science) là bộ môn khoa học xã hội nghiên cứu quy luật phát triển sự nghiệp thư viện như một hiện tượng xã hội. liên hệ một cách hữu cơ với những điều kiện chính trị, kinh tế văn hóa, xã hội với những quan điểm và tư tưởng của giai cấp thống trị trong các chế độ xã hội khác nhau.

## Khái niệm thư viện
Danh từ thư viện (bibliotheque) xuất phát từ tiếng Hy Lạp biblio là sách và thêka là bảo quản, vậy nghĩa đen của thư viện là nơi tàng trữ và bảo quản sách báo

## Đối tượng nghiên cứu
Thư viện học nghiên cứu những vấn đề sau:
- Chức năng, nhiệm vụ, nội dung công tác thư viện, những nguyên lý, hệ thống và hình thức sử dụng sách báo mang tính tập thể và xã hội
- Những vấn đề xã hội học liên quan như: sự đọc sách và thói quen đọc sách, sự hướng dẫn đọc sách, việc phục vụ độc giả...
- Tổ chức kỹ thuật thư viện, công nghệ hóa quá trình thư viện

## Các phân ngành chính của Thư viện học

### Thư viện học đại cương
Thư viện học đại cương nghiên cứu vai trò của thư viện trong hệ thống các cơ quan văn hóa, giáo dục, khoa học và sản xuất. Nghiên cứu những nguyên lý tổ chức sự nghiệp thư viện, những nguyên tắc xây dựng hệ thống, mạng lưới thư viện, phân định các loại hình thư viện. Tổ chức thư viện phục vụ có phân biệt cho từng nhóm đối tượng phục vụ khác nhau. Nghiên cứu chính sách, phương hướng, phát triển thư viện và các hình thức, phương pháp chỉ đạo, lãnh đạo sự nghiệp thư viện.

### Kho sách thư viện
Là một bộ phận cấu thành của thư viện học. Phần này nghiên cứu sâu về những nguồn tin tư liệu, các nguyên tắc bổ sung kho sách như: tính khoa học, tính kế hoạch, tính hợp lý, tính hiện đại và cập nhật của công tác bổ sung vốn tư liệu; Các hình thức bổ sung: bổ sung khởi đầu, bổ sung hiện tại, bổ sung hoàn bị. Nghiên cứu hệ thống cung cấp sách báo cho thưviện: cơ quan phát hành, chế độ nộp lưu chiểu văn hóa phẩm, trao đổi sách giữa các thư viện trong nước và quốc tế...
Nghiên cứu tổ chức các loại hình kho sách: kho khép kín (Kho chính, kho phụ, kho tạp chí, báo, kho tài liệu đặc biệt, kho lưu), kho mở (kho tự chọn)...; Phương pháp sắp xếp kho sách: Theo phân loại, theo trang khổ, theo đăng ký cá biệt...Đăng ký kho sách gồm: Đăng ký cá biệt, đăng ký tổng quát; Tổ chức bảo quản và kiểm kê kho sách của thư viện.

### Mục lục thư viện
Mục lục thư viện là một phần của thư viện học. Phần này trình bày cách miêu tả và phân loại các ấn phẩm theo tên tác giả, tên sách, phương pháp miêu tả sách có nhiều tập, bộ tùng thư...Cách miêu tả ấn phẩm đặc biệt, miêu tả ấn phẩm định kỳ...Trong thời đại khoa học kỹ thuật và công nghệ phát triển, để hòa nhập, trao đổi và giao lưu văn hóa với các nước trong khu vực và thế giới, cần thực hiện miêu tả theo theo tiêu chuẩn quốc tế, gọi tắt là ISBD (International Standard Bibliography Description).
Phân loại các ấn phẩm có trong kho thư viện, trước hết phải xác định nội dung của quyển sách, xác định công dụng của sách và vị trí của nó trong bảng phân loại, xác định ký hiệu phân loại của từng quyển sách...
Nghiên cứu phương pháp cấu tạo mục lục, có ba loại mục lục cơ bản:
- Mục lục chữ cái: trong đó các ấn phẩm được sắp xếp theo thứ tự bảng chữ cái họ, đệm, tên tác giả hoặc tên sách (Nếu không có tên tác giả).
- Mục lục phân loại: trong đó các ấn phẩm được sắp xếp theo môn loại tri thức khoa học: tự nhiên, xã hội, nhân văn và tư duy...
- Mục lục chủ đề: đối với các thư viện khoa học chuyên ngành, thư viện các trường đại học, các viện nghiên cứu... ngoài hai loại mục lục chữ cái và mục lục phân loại, cần xây dựng mục lục chủ đề, trong đó các ấn phẩm được sắp xếp theo thứ tự vần chữ cái tên gọi các chủ đề mà cuốn sách đó đề cập đến.

Hiện nay các nước trên thế giới coi mục lục là hệ thống tìm tin mang tính chất truyền thống, là phương tiện có hiệu quả để tuyên truyền, giới thiệu nội dung kho sách của thư viện, giúp độc giả chọn được sách hay, sách tốt nhanh chóng đúng yêu cầu. Mặt khác thư viện áp dụng công nghệ mới tin học hóa các loại hình mục lục đọc bằng máy MARC (MAchine Readable Catalogue).

### Công tác độc giả
Nghiên cứu những nhiệm vụ, nội dung và nguyên tắc công tác bạn đọc. Vai trò của thư viện trong việc tự học góp phần nâng cao dân trí. Nghiên cứu hứng thú và nhu cầu của bạn đọc, hướng dẫn phương pháp đọc sách. Tổ chức hệ thống phục vụ bạn đọc: Phương pháp công tác với từng bạn đọc, phương pháp tuyên truyền trực quan, tuyên truyền miệng, tổ chức các loại phòng đọc: Phòng đọc tổng hợp, phòng đọc chuyên ngành, phòng đọc tạp chí, phòng đọc quý hiếm, phòng đọc microcart, CD-Rom...Tổ chức các loại phòng mượn, phòng mượn giữa các thư viện, chi nhánh thư viện, thư viện lưu động, các trạm giao sách...

### Tổ chức và quản lý thư viện
Là phần cơ bản của thư viện học. Bao gồm: Tổ chức lao động khoa học trong thư viện đại chúng và thư viện khoa học. Định mức tiêu chuẩn lao động trong từng loại hình thư viện.
Cơ cấu thư viện theo chức năng phù hợp với từng loại hình thư viện.Quản lý thư viện bao gồm quản lý kế hoạch công tác: kế hoạch dài hạn, kế hoạch năm, hàng quý, hàng tháng... kế hoạch cá nhân, kiểm tra đôn đốc hoàn thành kế hoạch.
Quản lý nhân sự có nghĩa là quản lý con người, quản lý nghề nghiệp chuyên môn để có kế hoạch đào tạo, bồi dưỡng nâng cao trình độ chuyên môn, ngoại ngữ, tin học cho cán bộ. Quan tâm đến đời sống vật chất, tinh thần của cán bộ thư viện để có chính sách thích hợp, động viên tính năng động, sáng tạo của họ để không ngừng nâng cao chất lượng và hiệu quả trong công tác.
Thống kê, báo cáo, ngân sách và hạch toán của thư viện. Quản lý toàn bộ tài sản, cơ sở vật chất kỹ thuật, xây dựng và bổ sung trang thiết bị hiện đại nhằm từng bước tự động hóa hoạt động của thư viện.

### Lịch sử sự nghiệp thư viện
Nghiên cứu quá trình phát sinh, phát triển sự nghiệp thư viện. Nghiên cứu nội dung, hình thức, phương pháp và tổ chức sử dụng sách báo mang tính chất tập thể xã hội trong các chế độ xã hội khác nhau gắn liền với chế độ chính trị, kinh tế, văn hóa của xã hội đó.

## Lịch sử thư viện
Theo các nguồn tài liệu sử học và khảo cổ học, thư viện trên thế giới đã xuất hiện từ thời cổ đại, khoảng 2750 trước công nguyên, đó là thư viện của nhà vua Sargon của Akkad Sargon, ở thành phố Akkad.
Vào thế kỷ VII (668 - 633) trước công nguyên, trong thư viện của nhà vua Assyria tàng trữ 20.000 cuốn sách bằng đất sét. Nội dung kho sách của thư viện rất phong phú, gồm biên niên sử, những sách khoa học đã ghi lại nhiều thành tựu của người Sumer, người Babylon, người Assyria; Những sách văn học bao gồm truyện cổ tích, truyện thần thoại, các bản anh hùng ca; Những tác phẩm thiên văn học; Những cuốn từ điển Sumer - Babylon; tuyển tập giáo trình; Các bài tập ngữ pháp. Thư viện còn tàng trữ nhiều cuốn sách quý về ngôn ngữ, lịch sử, đời sống, tập quán, pháp luật của các dân tộc vùng Lưỡng Hà thời bấy giờ.
Thư viện Alexandria thành lập vào thế kỷ III trước công nguyên - là thư viện công cộng đầu tiên trong lịch sử nhân loại. Kho sách thư viện gồm 90.000 tập, đa số là các tác phẩm của nền văn hóa Hy Lạp cổ đại và của các dân tộc vùng Trung cận Đông. Ở đây có nhiều tác phẩm nổi tiếng như bi kịch của Aeschylus, Sophocles, Euripides; hài kịch của Aristophanes...Các tác phẩm của nhà sử học như: Herodotus, Polybius... tác phẩm triết học của Aristotle và nhiều tác phẩm về khoa học tự nhiên, khoa học chính xác như: toán học, vật lý học, hóa học, thiên văn học, y học, thực vật, địa lý...Tất cả các công dân được quyền sử dụng thư viện, nhiều nhà bác học đã nghiên cứu và làm việc trong thư viện như nhà toán học Euclid và Archimes, nhà vật lý học Hieron... Nhà bác học Calimachus, đồng thời là người trông coi thư viện Alexandria đã tiến hành phân loại sách trong thư viện, công trình này gồm 122 tập. Bộ phân loại sách này đến nay không còn nữa.

### Sự hình thành và phát triển thư viện Việt Nam
Thư viện xuất hiện vào thế kỷ XI, sau khi Việt Nam giành được chủ quyền độc lập chế độ phong kiến tập quyền trung ương dần dần ổn định, bắt đầu phát triển kinh tế, văn hóa, giáo dục, xây dựng trường học, mở các khoa thi, xây dựng kho chứa sánh như: dựng nhà Tàng kinh Trần Phúc (1011) Tàng kinh Bác Giác (1021), Tàng kinh đại hùng (1023), Tàng kinh Trung Hưng (1034).
Đời Lý, Phật giáo được coi là quốc giáo. Phần lớn các kho sách của thư viện tàng trữ, bảo quản là sách Kinh Phật. Theo sách Thiền uyển tập Anh thời Lý có khoảng 40 nhà sư làm thơ, viết văn nổi tiếng. Trong đó có những tác phẩm tiêu biểu nhất của các thiền sư như: Vạn Hạnh, Mãn Giác, Viên Chiếu... Sách Phật giáo của thư viện bao gồm nhiều tác phẩm có tinh thần dân tộc, vì tác giả vừa là nhà tu hành lại vẫn hành động và suy nghĩ như người dân Đại Việt. Ngoài ra, trong kho sách thư viện tàng trữ nhiều tác phẩm có giá trị không phải của nhà chùa như sách của Lý Thái Tông, Lý Thường Kiệt, Nguyễn Nguyên Ức, Lý Thừa Ân..., Nguyễn Công Bật viết Văn bia chùa Báo Ân ca ngợi Lý Thường Kiệt, có uy vũ lớn, đánh nam dẹp bắc đều thắng. Trong kho sách của thư viện còn bảo quản các chiếu chỉ của vua quan như: Chiếu dời đô của Lý Thái Tổ, bài chiếu nêu rõ ý chí "Muốn đóng nơi trung tâm, mưu toan nghiệp lớn, tính kế lâu dài cho con cháu muôn đời sau". Lý Thái Tổ muốn xây dựng đất nước một cách quy mô, phát huy quyền lực của chính quyền trung ương, chiếu dời đô phản ánh nguyện vọng của nhân dân về một đất nước độc lập, thống nhất. Ngoài văn bia, chiếu chỉ, thư viện còn tàng trữ nhiều tác phẩm có giá trị về mặt sử học, văn học, triết học, truyện, ký, thơ ca.
Năm 1070, Lý Thánh Tông sai lập Văn Miếu ở thủ đô Thăng Long, thế là bên cạnh các chùa thờ Phật, đã có miếu thờ các vị thánh hiền, nho gia, đắp tượng Chu Công, Khổng Tử và 72 vị tiên hiền.
Năm 1076, Lý Nhân Tông cho mở Quốc Tử Giám để chăm lo giảng dạy Nho giáo, các sách giáo khoa được phổ biến rộng rãi và nhập vào thư viện ngày càng nhiều. Do đó, ngoài những kho sách tàng kinh đã có một thư viện được xây dựng bên cạnh Quốc Tử Giám (1078).
Năm 1253, Quốc học viện được thành lập, để cho các nho sĩ tới lui học tập có kho chứa sách, phòng đọc sách, có thầy giảng dạy, có nơi lưu trú cho học sinh. Đến thời Trần Duệ Tông mở khoa thi tiến sĩ, đồng thời đã cử Trần Tông một nhà nho phụ trách thư viện Lãn Kha và dạy học. Cuối đời Trần nho giáo đã trở thành quốc giáo.
Khi nhà Trần suy vong, Hồ Quý Ly lên cầm quyền đã mở trường học đến các châu, quận, huyện, nhà nước cấp ruộng đất nuôi thầy, mở lớp học và mua sách Nho giáo; Chương trình thi cử ngoài kinh, truyện sử còn có những môn thi như: làm toán, viết chữ. Sau khi đánh bại nhà Hồ, quân nhà Minh chiếm Việt Nam thi hành chính sách thủ tiêu nền văn hóa Việt Nam, Hán hóa dân tộc Việt Nam. Năm 1407 vua nhà Minh sai Trương Phụ, Trần Húc thiêu hủy tất cả sách vở của ngưới Việt, đập nát bia đá và tịch thu tất cả thư viện, sách vở về lịch sử, văn học, pháp luật, quân sự còn sót lại đưa về Kim Lăng Trung Quốc.
Từ khi nhà Lê khôi phục nền độc lập Nho giáo trở thành quốc pháp. Vua Lê Thái Tổ đã sai Nguyễn Trãi, Phan Phu Tiên, Lý Tử Tấn sưu tầm các sách vở của triều đại trước để xây dựng thư viện và đưa vào Bí thư các để tham khảo, phục vụ cho việc học tập, thi cử và giảng dạy.
Năm 1483, Vua Lê Thánh Tông, xây dựng lại Văn Miếu và lập nhà Thái học ở sau Văn Miếu, ở đây vừa là giảng đường vừa là thư viện, là nơi bảo quản các bản in gỗ quan trọng. Trong 37 năm trị vì vua Lê Thánh Tông đã mở 12 khoa thi hội, lấy 501 tiến sĩ (Trong đó có 10 trạng nguyên). Năm 1506 nhà Lê đã tổ chức kì thi toán, có 3 vạn người dự 47 thi. Kết quả có 1519 người trúng tuyển... Như vậy, nền giáo dục triều Lê ngày càng phát triển. Số người dự thi hương, thi hội ngày càng đông, nhu cầu sử dụng sách báo của thư viện ở kinh thành, cho đến các đạo, quận, huyện...để học tập ngày càng cao. Nội dung sách báo tàng trữ trong thư viện ngày càng phong phú đa dạng về thể loại để phục vụ nhu cầu học tập của quan lại và nho sĩ.
Năm 1462, Lương Như Hộc được cử giữ chức Bí thư các giám học sĩ, đồng thời trông coi thư viện. Thời Lê - Trịnh cho tu sửa Quốc Tử giám và Bí thư các đồng thời bổ dụng nhà bác học Lê Quý Đôn phụ trách thư viện Thái học (1762).
Thành phần kho sách của các thư viện từ cuối đời Trần cho đến thời Lê - Trịnh bao gồm đại bộ phận là sách triết học, chính trị, lịch sử, văn học, pháp luật, y học, thủy lợi, kiến trúc, luyện kim đúc trống đồng tinh xảo, sách kỹ thuật thủ công nghiệp như nuôi tằm, dệt lụa, làm giấy...Ngoài sách khoa học kỹ thuật trong thư viện còn nhiều tác phẩm chữ Nôm ở đời Trần và Lê đã phản ánh tinh thần tự hào dân tộc, tinh thần giữ nước cao cả...
Năm 1792, Hoàng đế Quang trung lập Sùng chính thư viện ở Nghệ An, cử Nguyễn Thiếp làm viện trưởng để tổ chức việc dịch sách chữ Hán ra chữ Nôm gồm có Tiểu học; Tứ Thư; Kinh Thi;Kinh Dịch, trong đó Tiểu học và Tứ Thư đã được dịch xong.
Thế kỷ XIX, các vua triều Nguyễn rất chú ý xây dựng thư viện như: Tàng thư lâu ở phía Tây hồ Tĩnh Tâm (1825), Tân thư viện, Tử Khuê thư viện. Qua các bản thư mục và mục lục của những thư viện này, hiện nay còn giữ ở thư viện khoa học xã hội, viện thông tin khoa học xã hội, chứng minh rằng kho sách của các thư viện còn tương đối nhiều và đang tiến hành các khâu kỹ thuật như phân loại ấn phẩm, sắp xếp sách, xây dựng mục lục... Cuối thế kỷ XIX, đầu thế kỷ XX khi Thực dân Pháp bắt đầu xâm lược Việt Nam, chữ quốc ngữ đã được sử dụng trong các cơ quan nhà nước, đồng thời dùng để in sách, thư viện bắt đầu bổ sung một số sách chữ quốc ngữ và sách phương Tây bằng nguyên bản hoặc bản dịch. Năm 1874 vua Tự Đức đã cho thư viện tàng trữ 16 bộ sách phương Tây như: Vạn quốc công pháp, Bác vật tân biên, Hàn hải kim châm, Khai mỏ yếu thuật... Từ đây các vua triều Nguyễn mới chú ý đến sách khoa học kỹ thuật, nhưng sách khoa học kỹ thuật nhập vào thư viện vẫn còn bị hạn chế.
Năm 1898, thực dân Pháp đã tiến hành xây dựng thư viện trường Viễn Đông Bác Cổ và lập ngay thư mục "An Nam" (Bibliographie Annamite) của A. de Bellcomhe và Barbier du Bocage. Trong thư mục này giới thiệu 257 tác phẩm, báo, tạp chí, bản thảo, bản đồ, sơ đồ nói về Việt Nam. Năm 1912 Henri Codier xây dựng thư mục quan trọng "Thư viện Đông Pháp" (Bibliographie Indosinica), trong đó giới thiệu những sách và bài tạp chí bằng tiếng Việt và tiếng nước ngoài xuất bản ở Đông Dương và các nước khác có liên quan đến Việt Nam, nhằm mục đích nghiên cứu, thăm dò, khai thác tài nguyên Việt Nam. Kho sách của thư viện trường Viễn Đông Bác Cổ có 104.000 cuốn, đại bộ phận là sách, tạp chí, bản đồ, tranh ảnh, bia đá, bản thảo, chép tay..v..v.., bao gồm các môn loại tri thức như: Lịch sử, khảo cổ, địa lý, địa chất, kinh tế.... của Việt Nam và Đông Dương.
Tháng 10 năm 1919, Thực dân Pháp xây dựng thư viện trung tâm của Đông Dương (Nay là thư viện Quốc gia Việt Nam). Vào năm 1921, Thực dân Pháp giao cho thư viện thu lưu chiểu văn hóa phẩm đã in, xuất bản trên lãnh thổ Việt Nam, Lào, Campuchia. Từ năm 1922 đến 1943, thư viện đã biên soạn và xuất bản thư mục thống kê đăng ký quốc gia. Kho sách của thư viện lúc bấy giờ có 150.000 tập và 1.883 tên loại báo và tạp chí xuất bản ở Đông Dương, các nước châu Á và Pháp...
Tóm lại, từ thế kỷ XI đến đầu thế kỷ XX, thư viện Việt Nam phát triển rất chậm, kho sách thư viện bị nhiều tổn thất mất mát, có khi bị phá hủy vì các cuộc chiến tranh của phong kiến và đế quốc nước ngoài, các cuộc nội chiến gây nên. Thư viện Việt Nam xuất hiện với chức năng tàng trữ là chủ yếu, trong khi thần quyền còn chiếm ưu thế trong ý thức của nhân dân, Phật giáo, Nho giáo giữ vai trò quốc giáo trong xã hội, thì thư viện thường xuất hiện trong các cung điện nhà vua, nhà chùa, nhà chung, nhà thờ, trong các trường học....
Từ năm 1945 cho đến nay, mục đích, phương hướng, nội dung hoạt động của các loại hình thư viện thay đổi về cơ bản. Thư viện đã thiết thực phục vụ cho nền kinh tế mới, nền văn hóa mới, con người phát triển toàn diện.